# Wenzenbach
Wenzenbach település Németországban, azon belül Bajorországban. Lakosainak száma 9061 fő (2023. december 31.).

## Népesség
A település népessége az elmúlt években az alábbi módon változott:
| Lakosok száma | 1179 | 1404 | 2594 | 5535 | 8283 | 8409 | 8395 | 8543 | 8900 | 9061 |
|               | 1875 | 1950 | 1975 | 1987 | 2012 | 2014 | 2016 | 2017 | 2021 | 2023 |